# Palazzo del Corno
Il palazzo del Corno, o dei Belfredelli, è un edificio storico del centro di Firenze, situata in borgo San Jacopo 11 angolo via de' Ramaglianti 2, zona Oltrarno, non lontano dal Ponte Vecchio. 

## Storia e descrizione

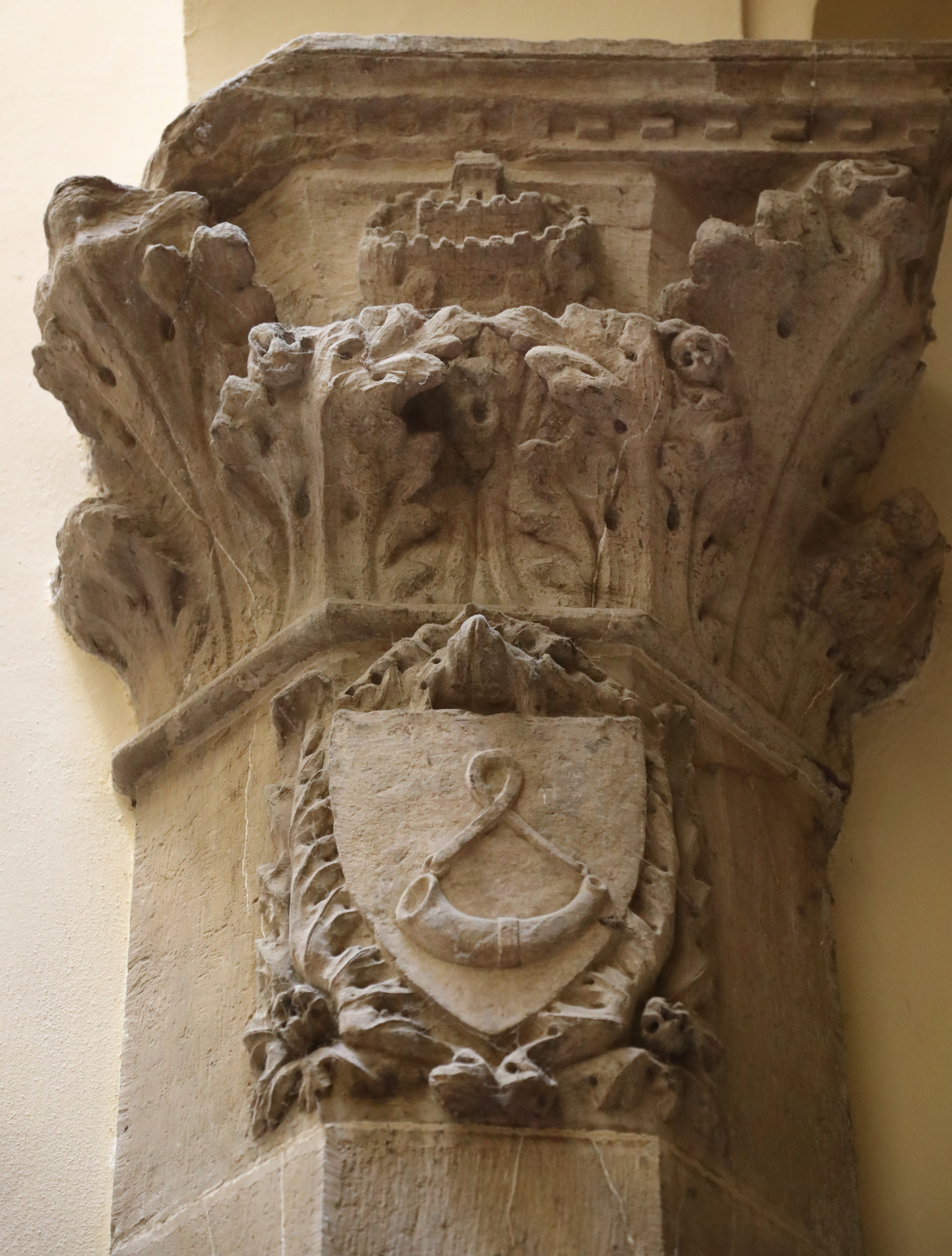
Capitello del cortile

Era qui in antico un ampio edificio già di proprietà dei Belfredelli e quindi della famiglia del Corno, la cui storia è strettamente legata a quella della vicina torre dei Belfredelli. Attualmente, vista la pressoché totale distruzione di questo edificio nell'agosto del 1944, e la sua conseguente ricostruzione in forme moderne, non è più apprezzabile l'estensione della proprietà e la storia del luogo. Tuttavia, al terreno del fronte principale su borgo San Jacopo, è da notare l'ampio accesso posto a destra, con un arco ribassato dove la numerazione dei singoli elementi che lo compongono testimonia dell'opera di salvataggio delle antiche pietre dalle macerie della guerra, condotta inizialmente dalla Soprintendenza sotto la direzione dell'architetto Nello Bemporad. 
Ulteriore e importante documento delle origini del palazzo è nella corte interna, dove si ergono tre imponenti pilastri ottagoni trecenteschi, con all'altezza dei capitelli scudi con l'arme dei del Corno (d'azzurro, al corno da caccia d'argento, legato di rosso). La stessa arme ricompare, in forme stilizzate, sul cancello in ferro all'ingresso, a bene sintetizzare l'inusuale commistione di elementi antichi e moderni, questi ultimi riconducibile a quel particolare gusto che è stato proprio degli anni cinquanta e sessanta del Novecento (si veda, ad esempio, la pavimentazione in marmo 'alla rinfusa' dello stesso cortile),